# 청자고둥속
청자고둥은 신복족목 청자고둥과에 속한 연체동물의 총칭이다.

## 형태
청자고동종의 두꺼운 껍질은 원뿔 모양이며, 짧고 매끄럽거나 결절성을 갖고 있다. 좁은 개구부는 평행한 여백이 있는 길쭉한 형태이며 밑 부분이 잘려있다. 껍질의 크기에 비해 구멍은 매우 작다. 각질이 있으며 좁고 길쭉하다. 

## 분포 및 서식지
청자고둥은 800종 이상의 다양한 종류가 있다. 청자고둥은 일반적으로 온대 및 열대 바다에서 발견되며 서인도 ~ 태평양 지역에서 가장 다양하게 서식한다.
청자고둥은 모래, 바위 또는 산호초에 살고, 조간대에서 심해까지 모든 열대 및 아열대 바다에서 찾아볼 수 있다.

## 독
신복족목에 속하는 생물에서 유일하게 독이 있으며, 작살 모양의 침으로 독을 발사 할 수 있다. 가볍게는 통증과 함께 부어오르는 수준으로 끝날 수 있지만, 독이 신경계로 퍼져 마비, 호흡 부전, 사망 등으로도 이어질 수도 있다. 또한 청자고둥 독은 별다른 치료제가 없어 매우 위험할 수 있다. 이 독소의 주성분은 코노톡신이며 수영복을 뚫을 정도로 인간에게는 치명적이지만, 이를 이용하여 진통제로도 개발되고 있다.

## 하위 종
- 별무늬청자고둥
- 대보초 청자고
- conus ebraeus
- 거미줄 청자고둥

## 참고 자료
- Reeve, L. 1844. Monograph of the genus Conus. Conchologia Iconica 1: pls. 40-47

1. ↑  Bouchet, P.; Gofas, S. (2015). Conus Linnaeus, 1758. In: MolluscaBase (2015). Accessed through: World Register of Marine Species at http://www.marinespecies.org/aphia.php?p=taxdetails&id=137813 on 2015-11-12